# 雷丁鎮區 (堪薩斯州萊昂縣)
雷丁鎮區（英語：Reading Township）是位於美國堪薩斯州萊昂縣的一個行政鎮區。

## 地方資料
雷丁鎮區的面積為176.43平方千米，當中陸地面積為174.35平方千米，而水域面積為2.08平方千米。根據2010年美國人口普查的數據，當地共有人口487人，而人口密度為每平方千米2.76人。

## 外部連結
- US-Counties.com
- City-Data.com （页面存档备份，存于）